# Emiliano Giancristofaro
Emiliano Giancristofaro (Lanciano, 6 giugno 1938 – Lanciano, 15 giugno 2022) è stato un etnologo e saggista italiano, studioso del folklore abruzzese.

## Biografia
Negli anni sessanta fu tra i fondatori della prima sezione abruzzese di Italia Nostra (di cui divenne presidente regionale dal 1994 al 2003). Assieme a Beniamino Rosati e altri intellettuali locali, condusse l'opposizione popolare all'insediamento dell'industria petrolchimica in Val di Sangro e la battaglia per la salvaguardia della Abbazia di San Giovanni in Venere.
Dal 1963 al 2000 diresse la Rivista Abruzzese, fondata nel 1948 da Francesco Verlengia, con lo scopo di valorizzare con la ricerca gli studi abruzzesi.  Tra il 1972 e il 1994 fu anche direttore editoriale della casa editrice Rocco Carabba, della cui rinascita era stato promotore. Curò, con Ireneo Bellotta, gli Scritti rari di Alfonso Maria Di Nola, usciti in due volumi per la collana «Quaderni di Rivista Abruzzese» (Lanciano 2000-2004).
Nel 1972 diresse l'emittente tv locale Telemax.
Nel 2005, assieme a Sergio Marchionne (Fiat) e Renato Rossi (Sixty), ottenne il riconoscimento speciale di "Fedeltà al Lavoro e al Progresso" dalla Camera di Commercio di Chieti. Fu Deputato di Storia Patria negli Abruzzi a L'Aquila, sostituendo il lancianese Corrado Marciani (1899-1972).
Dagli anni ottanta fino ai primi 2000 realizzò diverse puntate del rotocalco "Le storie del silenzio", per l'emittente TVQ di Pescara, in cui presentava varie inchieste sulle varie tradizioni popolari abruzzesi, con interviste e riprese dei riti sacri. Inoltre Giancristofaro registrò anche alcuni cd contenenti canzoni popolari di contadine e racconti, il tutto estrapolato dai nastri delle inchieste del "Mangiafavole", per conto della sede Rai di Pescara. Tutto il materiale fu poi consegnato dallo stesso Giancristofaro alla biblioteca comunale di Lanciano.
Risiedeva a Lanciano, nella casa di via Fagiani, sede della redazione della Rivista Abruzzese, la cui gestione, dal 1994, passò nelle mani dei figli Enrico e Lia.
È morto il 15 giugno 2022 nell'ospedale di Lanciano, all'età di 84 anni.

## Opere principali
Lista parziale. Numerosi articoli presso le pubblicazioni nel Bollettino della Deputazione di Storia Patria negli Abruzzi, nei fascicoli della Rivista Abruzzese a partire dal 1958.
- 1971, Il mangiafavole. Inchiesta diretta sul folklore abruzzese, Leo S. Olschki
- 1978, Totemajje. Viaggio nella cultura popolare abruzzese, Rocco Carabba
- 1984, Cara moglia. Inchiesta sull'emigrazione abruzzese, Rocco Carabba
- 1996, Tradizioni popolari d'Abruzzo, Newton Compton Editori
- 2012, Totemajje 2, Rivista Abruzzese, Lanciano
- 2016, Scritti randagi, Rivista Abruzzese, Lanciano.